# Galecopperbrug
De Galecopperbrug is een stalen tuibrug over het Amsterdam-Rijnkanaal bij de stad Utrecht. De brug bestaat eigenlijk uit twee delen, waarvan het eerste deel werd geopend in 1971 en het tweede deel in 1976. De brug fungeert als onderdeel van de autosnelweg A12 en verving een boogbrug uit 1936. De oude brug werd ongeveer 2 km naar het noordwesten verplaatst en overspant als de De Meernbrug nog steeds hetzelfde kanaal en fungeert nu als belangrijkste invalroute naar het centrum van Utrecht.
In 1971 werd de Nationale Staalprijs aan de Galecopperbrug toegekend. De brug is 240 meter lang met een hoofdoverspanning van 180 meter. In feite zijn het twee bruggen die parallel liggen, maar onderling iets verschoven zijn omdat de brug het kanaal niet onder een rechte hoek kruist. De tweede helft werd pas gebouwd nadat de oude boogbrug verplaatst was en werd opengesteld in 1976.
De brug heeft in totaal 12 rijstroken: per richting zijn er twee rijbanen van elk 3 rijstroken, daarmee heeft deze brug een beduidend grotere capaciteit dan zijn voorganger, die twee rijstroken per richting had.

## Onderhoud
In de periode tussen 2013 en 2015 is er onderhoud aan de brug gepleegd. De rijbanen kregen een rijdek van versterkt beton en de brug is opgevijzeld om 70 cm meer doorvaarthoogte te geven zodat de brug aan de 9,10 meter Rijnvaarthoogte voldoet. Tijdens de renovatie zijn de voegovergangen, de stalen verbindingen tussen de brug en het wegdek, extra onder druk komen te staan. In september 2019 is begonnen om deze voegen te vervangen.
In juni 2022 begonnen er weer werkzaamheden aan de brug met een verwachte einddatum van eind 2025. Onder andere de tuien van het dek richting Arnhem waren aan vervanging toe.

## Afbeeldingen

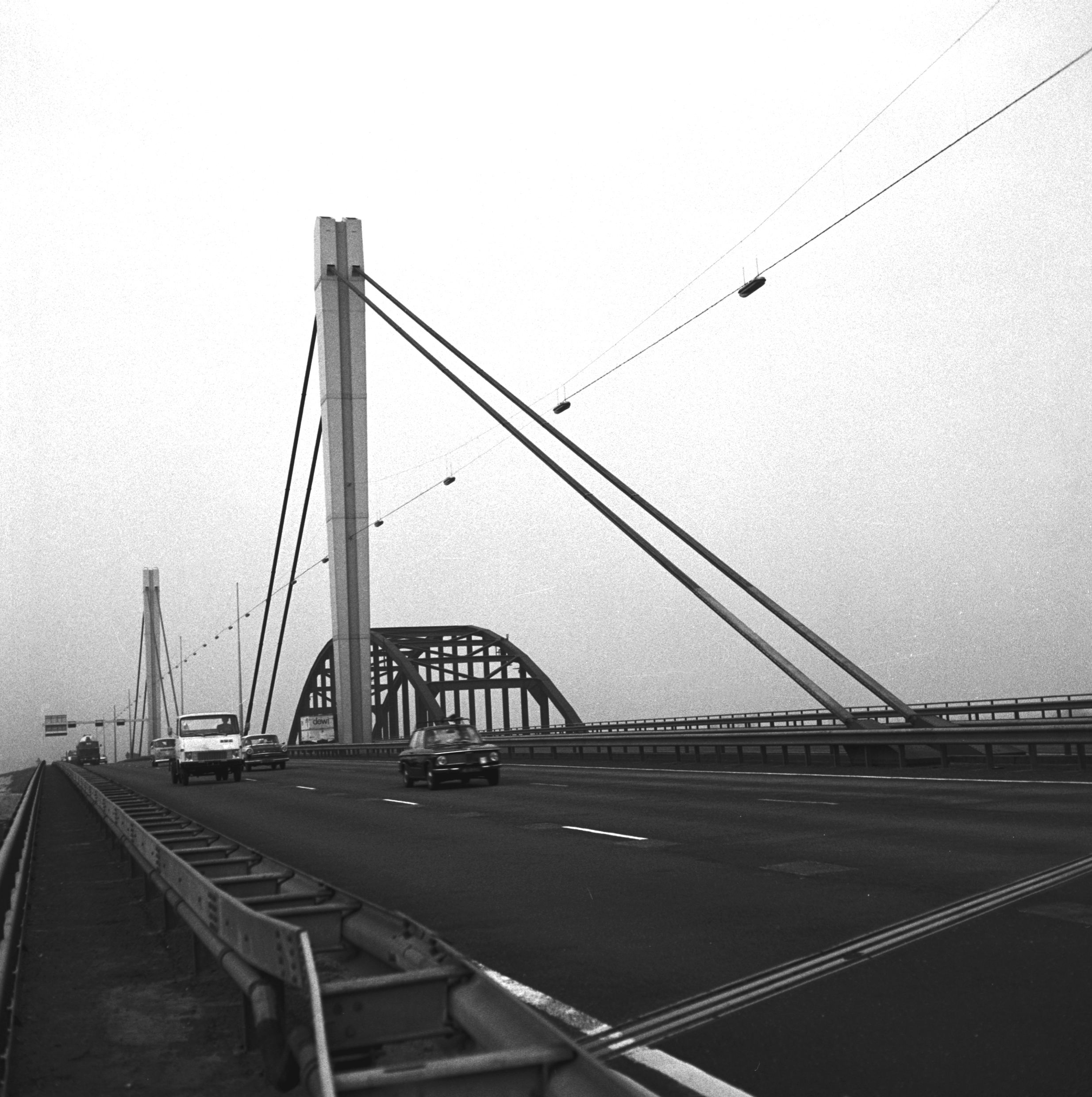
Links eerste deel voltooid in 1972, rechts oude boogbrug
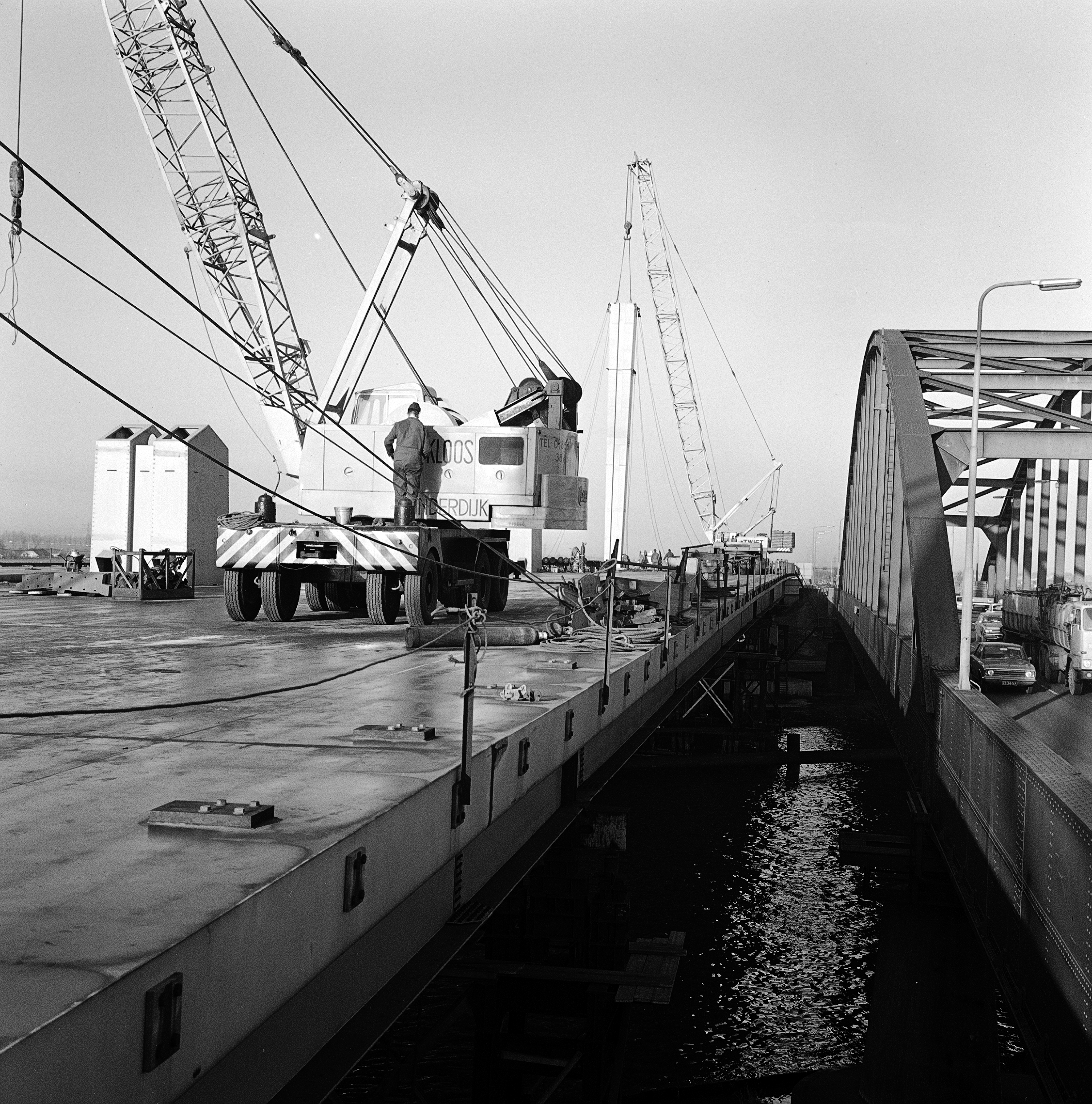
Montage pylonen in 1975
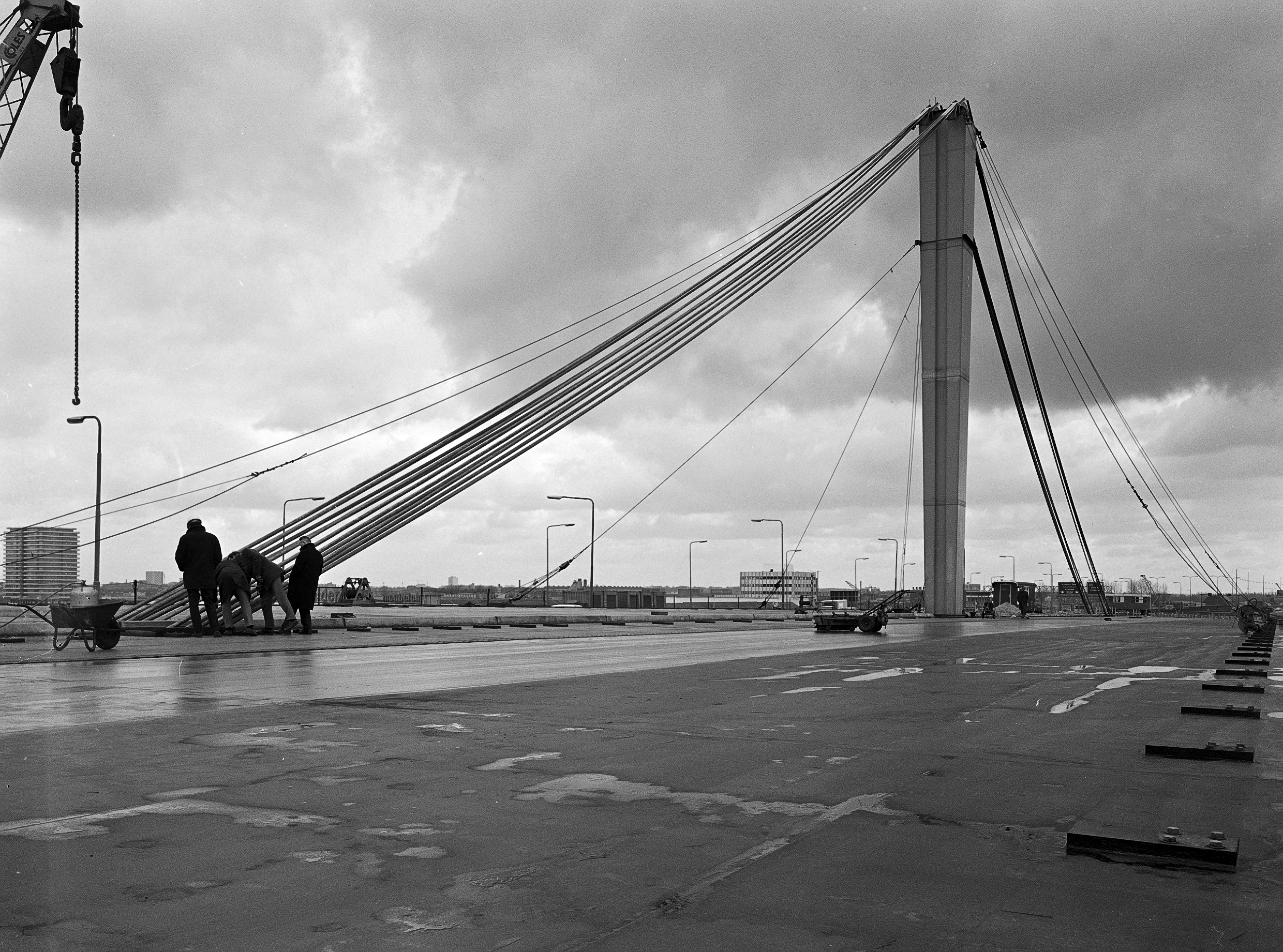
Montage tuikabels in 1975
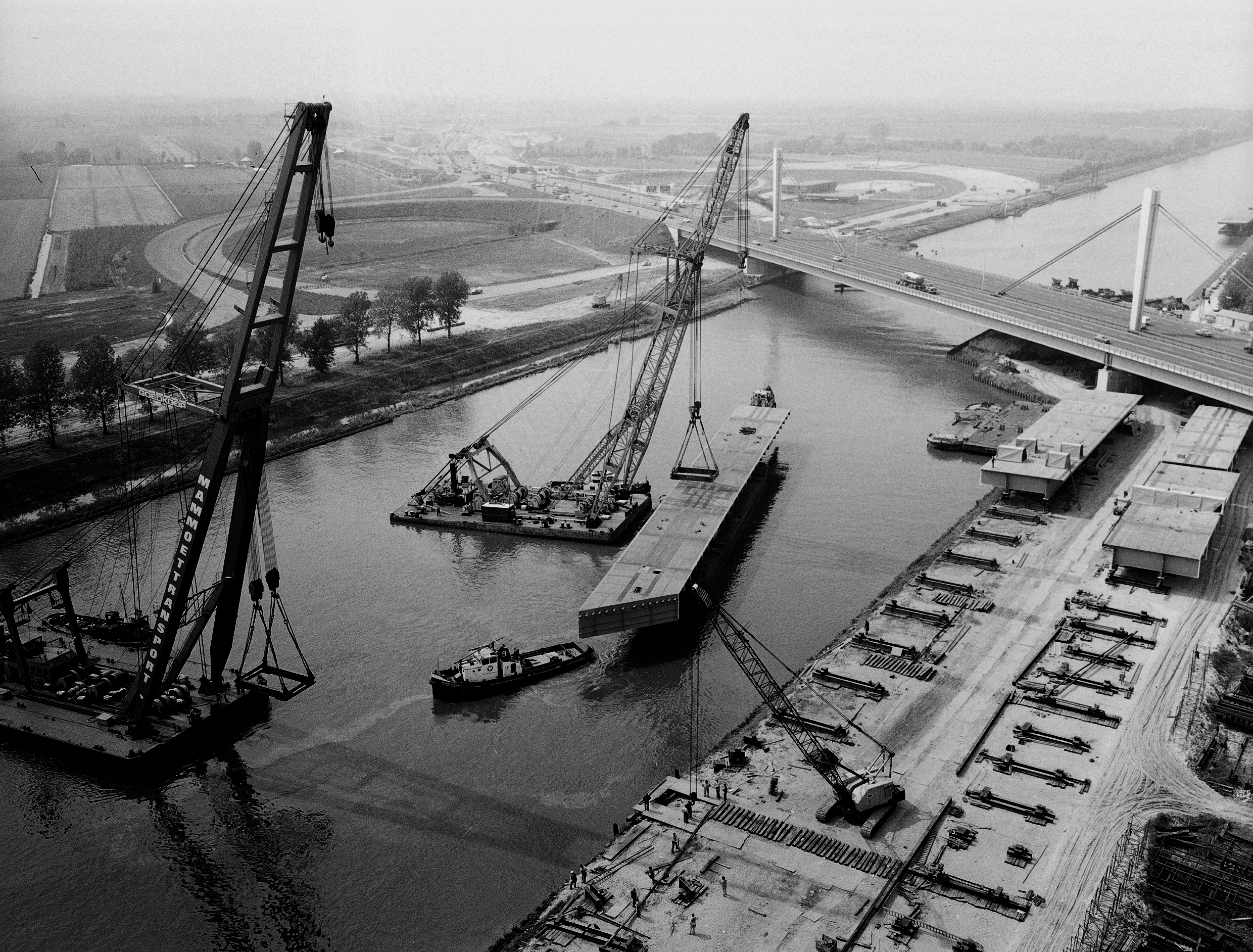
Invaren wegdek in 1975
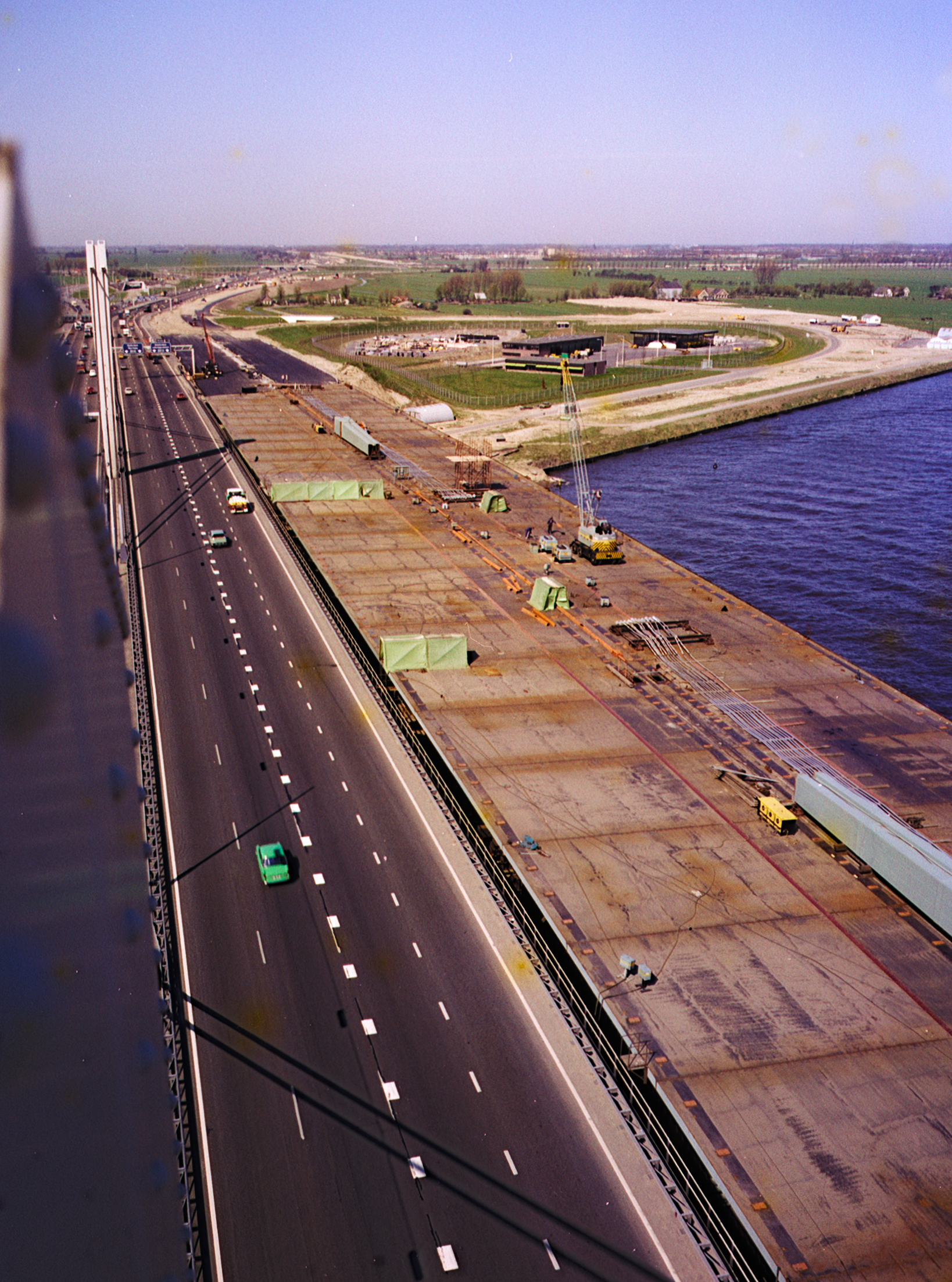
Eerste deel voltooid, wegdek tweede deel zichtbaar in 1976
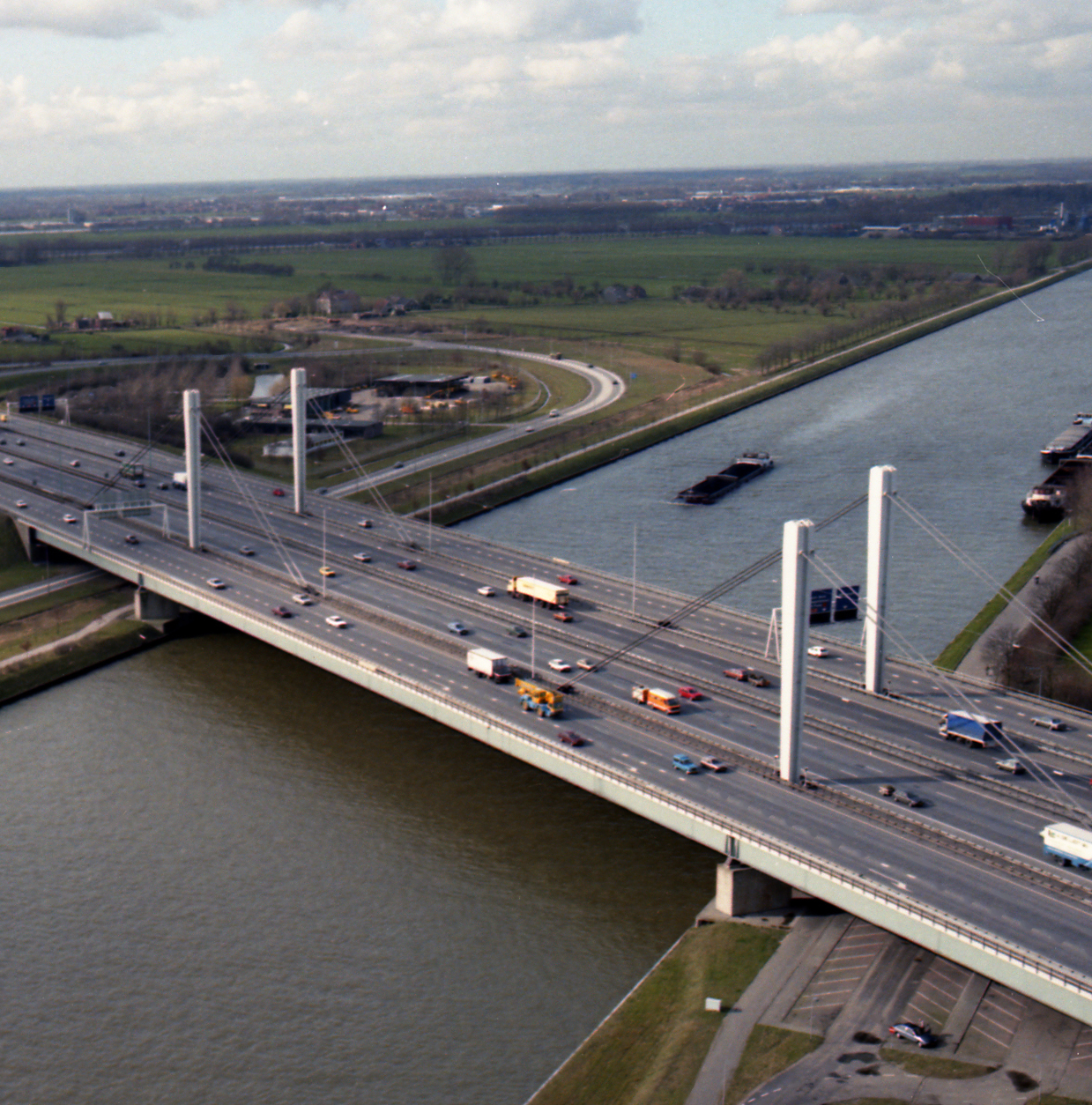
Overzicht brug in 1988
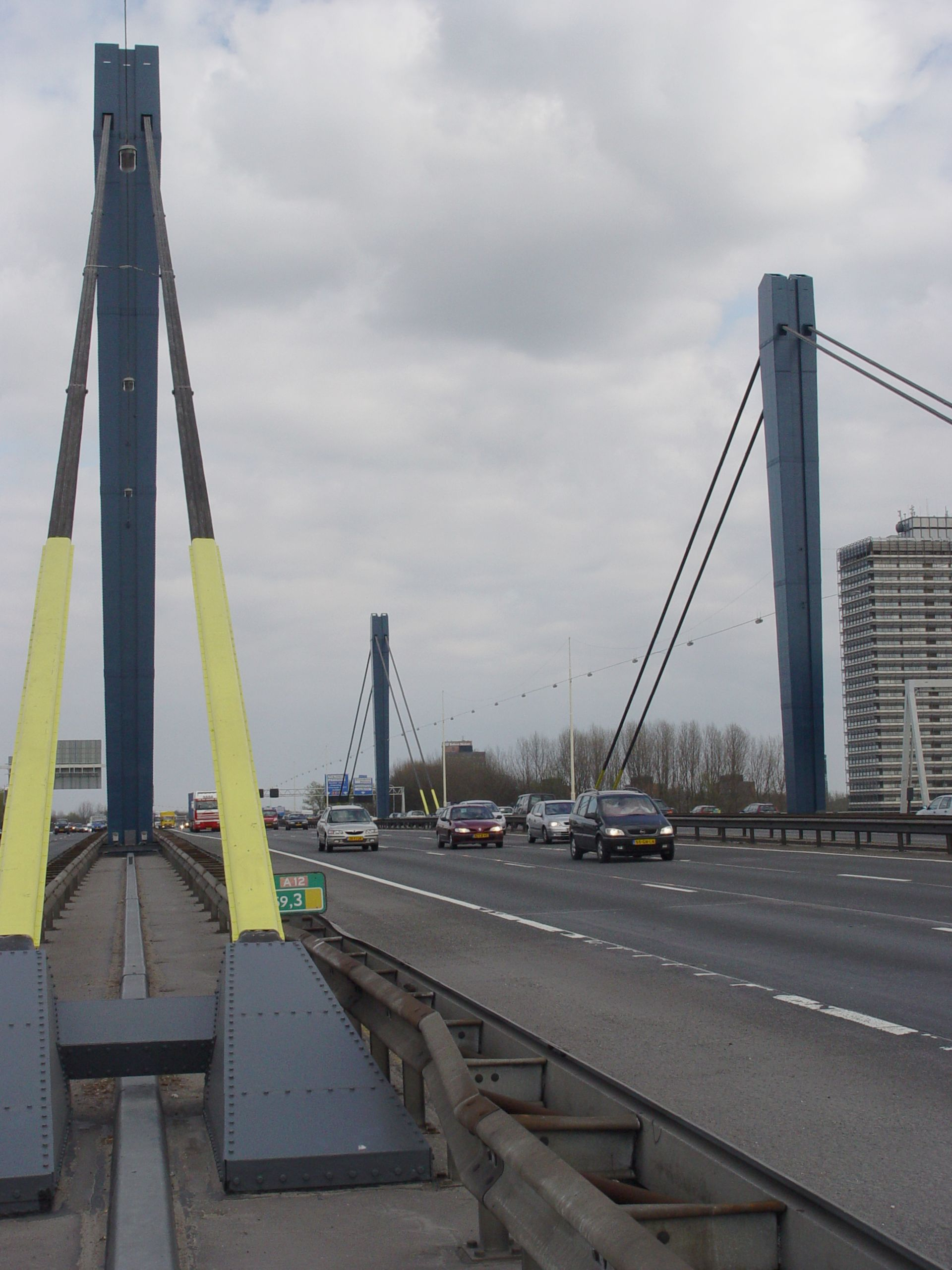
Wegdek en pylonen brug in 2003
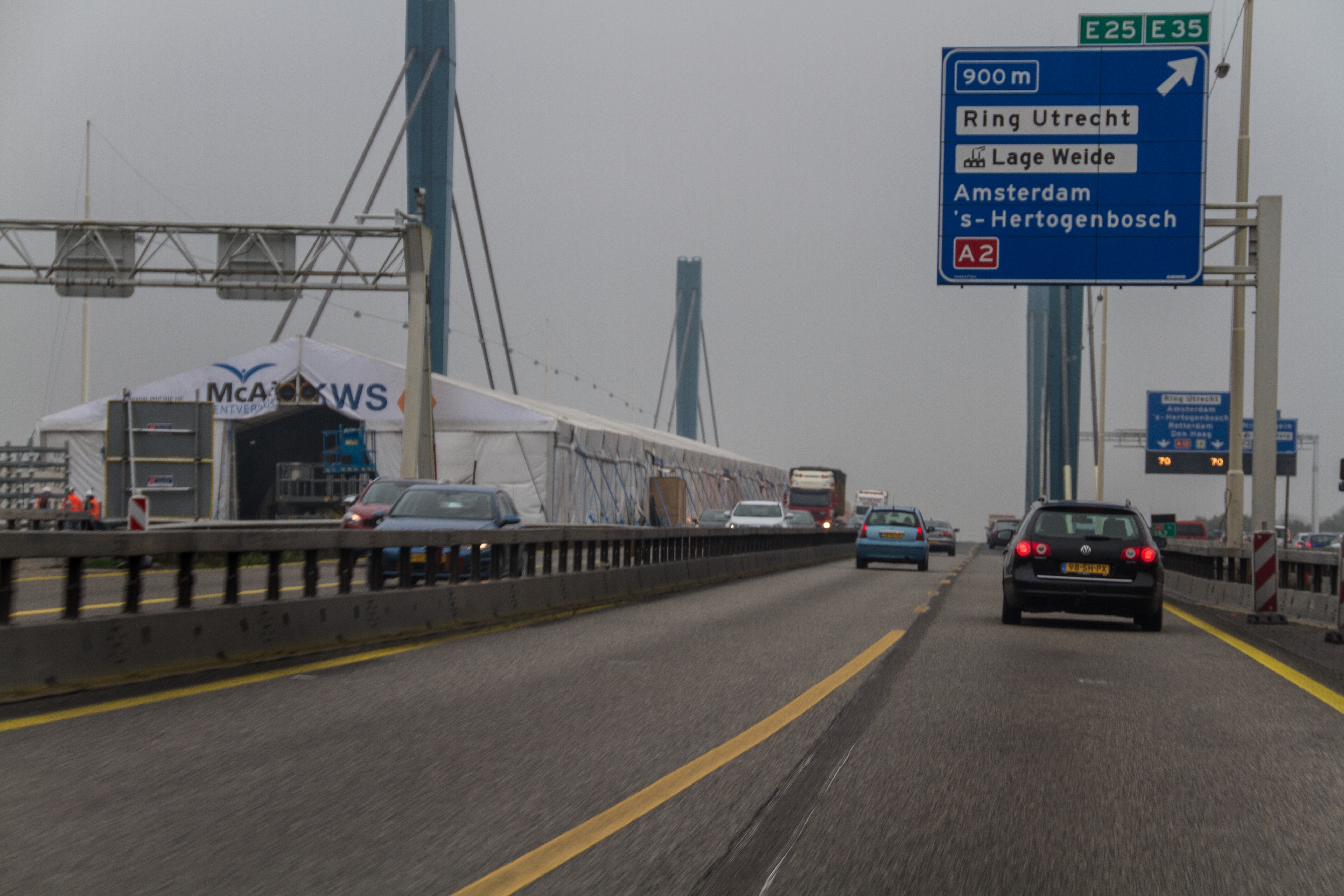
Werkzaamheden wegdek in 2014

Abel Tasmanbrug ·
Abstederbrug ·
Bakkerbrug ·
Bartholomeusbrug · 
Bezembrug · 
Bijlhouwersbrug ·
Brigittenbrug ·
Colignybrug ·
Dafne Schippersbrug ·
David van Mollembrug ·
Demka-spoorbrug ·
Driftbrug ·
Gaardbrug ·
Galecopperbrug · 
Gasthuismolenbrug ·
Geertebrug ·
Gildbrug · 
Goethebrug ·
Griftbrug ·
Hamburgerbrug ·
Herenbrug · 
Hogeweidebrug ·
Industriehavenbrug ·
Jacobibrug ·
Jan Pieterszoon Coenbrug ·
Jansbrug ·
Jansdambrug ·
Jeremiebrug ·
Julianabrug (Minstroom) ·
Jutphasebrug ·
Jutphasespoorbrug ·
J.M. de Muinck Keizerbrug ·
Kalisbrug ·
Krommerijnbrug ·
Lauwerechtbrug ·
Lucasbrug ·
Maarsbergerbrug ·
Maartensbrug ·
Magdalenabrug ·
Maliebrug ·
Marga Klompébrug ·
Marksbrug ·
Marnixbrug ·
Meernbrug ·
Minbrug ·
Monicabrug · 
Moreelsebrug ·
Muntbrug ·
Muntsluisbrug ·
Museumbrug ·
Noorderbrug ·
Oorsprongbrug ·
Oranjebrug ·    
Paulusbrug ·
Pausdambrug ·
Pietersbrug ·
Plompetorenbrug ·
Prins Clausbrug · 
Quintijnsbrug ·
Rode brug ·
Servaasbrug ·
Sint Martinusbrug ·
Smeebrug ·
Socratesbrug ·
Spinozabrug ·
Stadhuisbrug ·
Stammetsbrug ·
Stenenbrug ·
Tolsteegbrug ·
Vaaltbrug ·
Vaartscherijnbrug ·
Van Asch van Wijckbrug ·
Viebrug ·
Vleutensespoorbrug ·
Vollersbrug ·
Weerdbrug ·
Weesbrug ·
Werkspoorbrug ·
Werkspoorhavenbrug ·
Wittevrouwenbrug ·  
Zandbrug

Voormalige of in onbruik geraakte bruggen :
Brug met de twaalf gaten ·
Catharijnebrug · 
Hefbrug in de Kruisvaart ·
Julianabrug (Vaartsche Rijn) ·
Molenbrug · 
Smakkelaarsbrug ·
Vleutensebrug ·
Willemsbrug